# الشبارقة
الشبارقة هي مدينة في ولاية الجزيرة في جمهورية السودان وتبعد عن مدينة ود مدني حوالي ثلاثون كيلو متراً على طريق مدني بورتسودان، وتبعد عن نهر النيل الأزرق حوالي ثلاث كيلومترات أو أقل، وتقع المدينة جهة الشرق من النهر.

## السكان
يبلغ تعداد السكان حوالي 20 - 25 ألف نسمة.

## الاقتصاد في الشبارقة
يشتهر أهل الشبارقة بالتجارة ويمارسون الزراعة المطريّة وعلى ضفاف نهر النيل الأزرق وفي بعض المزارع التي تروى آلياً وتزرع فيها الخضر والفاكهة. وتوجد العديد من المحال التجارية والمتاجر الكبرى في الشبارقة.
سوق الشبارقة سوق يومي تعرض فيه الكثير من السلع الغذائية مثل اللحوم والخضروات الطازجة والكثير من السلع الغذائية الأخرى، ويرتاده سكان القرى والمناطق القريبة من المدينة.

## الصحة والتعليم والرياضة
- يوجد في الشبارقة مستشفى تحت الإنشاء بالإضافة إلى المركز الصحي العتيق والذي أعيد بناؤه مؤخراً، وبعض العيادات الخاصّة.
- تم افتتاح أول مدرسة بالشبارقة في العام 1906م وكانت للبنين ثم أعقبها افتتاح مدرسة البنات في العام 1936م ويوجد بها الآن أكثر من خمسة عشر مدرسة ابتدائية وثانوية، كما توجد فيها كلية تنمية المجتمع التابعة لجامعة الجزيرة. ويوجد في مدينة الشبارقة  كم هائل من الخريجين حيث يوجد بها عدد كبير من الاطباء والمهندسين والقانونيين وغيرها من التخصصات المهمة.والعديد من حملة الشهادات العلمية والدرجات الأكاديمية الرفيعة. كما تشتهر هذه المدينة بكثرة المعلمين وذلك نتاج طبيعي للدخول المبكر للتعليم.

كما درس بالشبارقة العديد من مشاهير السياسة مثل الجزولي دفع الله وصادق عبد الله عبد الماجد وغيرهم.
- ازدهرت الرياضة في الشبارقة منذ زمن بعيد وتوجد العديد من الأندية في الأحياء المختلفة، بالإضافة إلى مركز الشباب ومراكز الأحياء الأخرى.
- كما يوجد بها مسرح الشبارقة بالساحة الشعبية.

## الادارات الحكومية
- محلية الشبارقة ـ والتي تعادل البلديات في الدول الأخرى ـ تم الغائها وضمها إلى محلية مدني الكبرى، كانت هذه المحلية والتي أصبحت الآن مجرد وحدات إدارية للتعليم والصحة، كانت مركزاً تتبع لها العديد من القرى المجاورة (والتي تفوق العشرين قرية تقريباً).
- توجد محكمة أهلية تنظر في القضايا البسيطة، وتتبع إلى إدارة محاكم ولاية الجزيرة، كما يوجد قسم للشرطة ونقطة احتياط مركزي.

## الطابع العمراني
المعمار في مدينة الشبارقة من الطوب الفخاري الأحمر والأسمنت والأعمدة ، وتبرز روعة الزخارف الداخلية في الجبس والنحت على جدران معظم المنازل، وتمتاز المدينة بتخطيط ممتاز.

## أبرز المعالم، والمناطق الأثريّة
المسجد العتيق والذي تم تجديده مؤخراً، من أهم وأبرز المعالم في الشبارقة، حيث تم إنشاءه في بداية القرن المنصرم، وكذلك المدرسة الابتدائية العتيقة التي أنشأت في العام 1906م وتم تجديدها عدة مرات، توجد بعض المقابر الأثرية المكتشفة شمال المدينة، والتي أُتبعت مؤخّراً إلى هيئة الآثار القومية، وقد عثر على هياكل عظمية وخزف وأدوات مختلفة يرجع تاريخها إلى حقب قديمة، ويشاع أن مدينة الشبارقة أسست في العام 1500م.